# Koen-Saderlandov algoritam
Koen-Saderlandov algoritam (engl. Cohen–Sutherland algorithm) je algoritam računarske grafike koji se koristi za seckanje linija (енгл. Line clipping). Ovaj algoritam deli ravan na 9 delova (ili prostor na 27 delova) i zatim efikasno određuje koji delovi kojih linija su vidljivi u centralnom regionu - u okviru za prikaz (енгл. viewport).
Algoritam je razvijen tokom rada na simulatoru leta od strane Denija Koena i Ivana Saderlanda.

## Algoritam
Algoritam uključuje, isključuje ili delimično uključuje duži bazirano na sledećem:
- Ako su oba kraja duži u okviru za prikaz (bitovska disjuncija krajnjih tačaka == 0) : trivijalno prihvatamo celu duž.
- Ako su oba kraja duži manja od xmin, onda se ta duž trivijalno odbacuje. Analogno važi za xmax, ymin i ymax. Ovo se lako proverava sa bitovskom konjukcijom krajnjih tačaka duži ( == 0).
- Ako su krajnje tačke duži u različitim regionima: Algoritam prvo pronalazi kraj duži koji se nalazi van okvira za prikaz (mora da postoji bar jedan takav). Zatim se izračuna presek sa proširenim okvirom za prikaz (okvir za prikaz čije su stranice produžene tako da budu prave a ne duži) i na taj način se dobija nova tačka. Ovaj postupak se ponavlja sve dok se ne dodje do jedne od prethodno navedenih trivijalnih situacija.

Kodovi koji se pridružuju tačkama su sledeći:
| 1001 | 1000 | 1010 |
| 0001 | 0000 | 0010 |
| 0101 | 0100 | 0110 |

Prvi bit (najmanje težine) označava da je tačka iznad gornje granice (veća od ymax).
Drugi bit (najmanje težine) označava da je tačka ispod donje granice (manja od ymin).
Treći bit (najmanje težine) označava da je tačka desno od desne stranice (veća od xmax).
Četvrti bit (najmanje težine) označava da je tačka levo od leve stranice (manja od xmin).
Kohen Saterlendov algoritam može da se koristi samo u slučaju kada je kliping površina pravougaonik. Za kliping u slučaju konveksnog poligona, može se koristiti Sajrus-Bekov algoritam.

## Primer C/C++ implementacije
```
typedef
 
int
 
OutCode
;

const
 
int
 
INSIDE
 
=
 
0
;
 
// 0000

const
 
int
 
LEFT
 
=
 
1
;
 
// 0001

const
 
int
 
RIGHT
 
=
 
2
;
 
// 0010

const
 
int
 
BOTTOM
 
=
 
4
;
 
// 0100

const
 
int
 
TOP
 
=
 
8
;
 
// 1000

// Compute the bit code for a point (x, y) using the clip rectangle

// bounded diagonally by (xmin, ymin), and (xmax, ymax)

// ASSUME THAT xmax, xmin, ymax and ymin are global constants.

OutCode
 
ComputeOutCode
(
double
 
x
,
 
double
 
y
)

{

	
OutCode
 
code
;

	
code
 
=
 
INSIDE
;
 
// initialised as being inside of clip window

	
if
 
(
x
 
<
 
xmin
)
 
// to the left of clip window

		
code
 
|=
 
LEFT
;

	
else
 
if
 
(
x
 
>
 
xmax
)
 
// to the right of clip window

		
code
 
|=
 
RIGHT
;

	
if
 
(
y
 
<
 
ymin
)
 
// below the clip window

		
code
 
|=
 
BOTTOM
;

	
else
 
if
 
(
y
 
>
 
ymax
)
 
// above the clip window

		
code
 
|=
 
TOP
;

	
return
 
code
;

}

// Cohen–Sutherland clipping algorithm clips a line from

// P0 = (x0, y0) to P1 = (x1, y1) against a rectangle with 

// diagonal from (xmin, ymin) to (xmax, ymax).

void
 
CohenSutherlandLineClipAndDraw
(
double
 
x0
,
 
double
 
y0
,
 
double
 
x1
,
 
double
 
y1
)

{

	
// compute outcodes for P0, P1, and whatever point lies outside the clip rectangle

	
OutCode
 
outcode0
 
=
 
ComputeOutCode
(
x0
,
 
y0
);

	
OutCode
 
outcode1
 
=
 
ComputeOutCode
(
x1
,
 
y1
);

	
bool
 
accept
 
=
 
false
;

	
while
 
(
true
)
 
{

		
if
 
(
!
(
outcode0
 
|
 
outcode1
))
 
{
 
// Bitwise OR is 0. Trivially accept and get out of loop

			
accept
 
=
 
true
;

			
break
;

		
}
 
else
 
if
 
(
outcode0
 
&
 
outcode1
)
 
{
 
// Bitwise AND is not 0. Trivially reject and get out of loop

			
break
;

                
}
 
else
 
{

			
// failed both tests, so calculate the line segment to clip

			
// from an outside point to an intersection with clip edge

			
double
 
x
,
 
y
;

			
// At least one endpoint is outside the clip rectangle; pick it.

			
OutCode
 
outcodeOut
 
=
 
outcode0
 
?
 
outcode0
 
:
 
outcode1
;

			
// Now find the intersection point;

			
// use formulas y = y0 + slope * (x - x0), x = x0 + (1 / slope) * (y - y0)

			
if
 
(
outcodeOut
 
&
 
TOP
)
 
{
 
// point is above the clip rectangle

				
x
 
=
 
x0
 
+
 
(
x1
 
-
 
x0
)
 
*
 
(
ymax
 
-
 
y0
)
 
/
 
(
y1
 
-
 
y0
);

				
y
 
=
 
ymax
;

			
}
 
else
 
if
 
(
outcodeOut
 
&
 
BOTTOM
)
 
{
 
// point is below the clip rectangle

				
x
 
=
 
x0
 
+
 
(
x1
 
-
 
x0
)
 
*
 
(
ymin
 
-
 
y0
)
 
/
 
(
y1
 
-
 
y0
);

				
y
 
=
 
ymin
;

			
}
 
else
 
if
 
(
outcodeOut
 
&
 
RIGHT
)
 
{
 
// point is to the right of clip rectangle

				
y
 
=
 
y0
 
+
 
(
y1
 
-
 
y0
)
 
*
 
(
xmax
 
-
 
x0
)
 
/
 
(
x1
 
-
 
x0
);

				
x
 
=
 
xmax
;

			
}
 
else
 
if
 
(
outcodeOut
 
&
 
LEFT
)
 
{
 
// point is to the left of clip rectangle

				
y
 
=
 
y0
 
+
 
(
y1
 
-
 
y0
)
 
*
 
(
xmin
 
-
 
x0
)
 
/
 
(
x1
 
-
 
x0
);

				
x
 
=
 
xmin
;

			
}

			
// Now we move outside point to intersection point to clip

			
// and get ready for next pass.

			
if
 
(
outcodeOut
 
==
 
outcode0
)
 
{

				
x0
 
=
 
x
;

				
y0
 
=
 
y
;

				
outcode0
 
=
 
ComputeOutCode
(
x0
,
 
y0
);

			
}
 
else
 
{

				
x1
 
=
 
x
;

				
y1
 
=
 
y
;

				
outcode1
 
=
 
ComputeOutCode
(
x1
,
 
y1
);

			
}

		
}

	
}

	
if
 
(
accept
)
 
{

               
// Following functions are left for implementation by user based on

               
// their platform (OpenGL/graphics.h etc.)

               
DrawRectangle
(
xmin
,
 
ymin
,
 
xmax
,
 
ymax
);

               
LineSegment
(
x0
,
 
y0
,
 
x1
,
 
y1
);

	
}

}

```

## Literatura
- Foley, James D. (1996). Computer Graphics: Principles and Practice. Addison-Wesley Professional. ISBN 978-0-201-84840-3.
- Predrag Janičić. . Matematički fakultet, Beograd

## Spoljašnje veze
- JavaScript polyline clipping library using Cohen-Sutherland algorithm
- Animated JavaScript implementation
- Delphi implementation